# 1992 în film
- 1991 în cinematografie — 1992 în cinematografie — 1993 în cinematografie

## Evenimente

### Premiere românești
- Balanța, de Lucian Pintilie
- Hotel de lux, de Dan Pița - IMDB
- Tusea și junghiul, de Mircea Daneliuc - IMDB
- Dragoste și apă caldă, de Dan Mironescu - IMDB
- Predchuvstviye, de Valeriu Jereghi - IMDB
- Divorț din dragoste, de Andrei Blaier - IMDB
- Telefonul, de Elisabeta Bostan - IMDB
- Domnișoara Christina, regizat de Viorel Sergovici

Filme de televiziune
- Cum vă place?, de Olimpia Arghir - IMDB

Documentare
- Și ei sunt ai noștri, de Radu Muntean - Cinemagia

### Filmele cu cele mai mari încasări
| #   | Titlu                          | Studio                                        | Încasări la nivel mondial |
| --- | ------------------------------ | --------------------------------------------- | ------------------------- |
| 1.  | Aladdin                        | Walt Disney Pictures                          | $504,050,219              |
| 2.  | The Bodyguard                  | Warner Bros.                                  | $411,006,740              |
| 3.  | Home Alone 2: Lost in New York | 20th Century Fox                              | $358,994,850              |
| 4.  | Basic Instinct                 | TriStar Pictures / Carolco Pictures           | $352,927,224              |
| 5.  | Lethal Weapon 3                | Warner Bros.                                  | $321,731,527              |
| 6.  | Batman Returns                 | Warner Bros. / PolyGram                       | $266,822,354              |
| 7.  | A Few Good Men                 | Columbia Pictures / Castle Rock Entertainment | $243,240,178              |
| 8.  | Sister Act                     | Touchstone Pictures                           | $231,605,150              |
| 9.  | Bram Stoker's Dracula          | Columbia Pictures                             | $215,862,692              |
| 10. | Wayne's World                  | Paramount Pictures                            | $183,097,323              |

## Premii

### Oscar
- Cel mai bun film:
- Cel mai bun regizor:
- Cel mai bun actor:
- Cea mai bună actriță:
- Cel mai bun film străin:

Articol detaliat: Oscar 1992

### César
- Cel mai bun film:
- Cel mai bun actor:
- Cea mai bună actriță:
- Cel mai bun film străin:

Articol detaliat: Césars 1992

### BAFTA
- Cel mai bun film:
- Cel mai bun actor:
- Cea mai bună actriță:
- Cel mai bun film străin: